# Pawieł Czarnaok
Pawieł Leanidawicz Czarnaok, błr. Павел Леанiдавіч Чарнаок, ros. Павел Леонидович Черноок - Pawieł Leonidowicz Czernook (ur. 28 września 1986 w Nowopołocku) – białoruski hokeista, reprezentant Białorusi.

## Kariera
- MGU Moskwa (2002/2003)
- Junost' Mińsk (2002/2003)
- CSKA Moskwa 2 (2003/2004)
- Junior Mińsk (2003/2004)
- Chimik-SKA Nowopołock (2004-2008)
  -  Chimik-SKA Nowopołock 2 (2004-2007)
- HK Kieramin Mińsk (2008-2010)
- HK Szachcior Soligorsk (2010-2012)
- Dynama Mińsk (2012-2015)
- HK Szachcior Soligorsk (2014-2015)
- Junost' Mińsk (2015-2017)
- LHC Les Lions (2017-2018)
- HKm Zvolen (2018)
- Cracovia (2019)
- Diables Rouges de Briançon (2020-2021)

Wychowanek klubu z rodzinnego Nowopołocka. Przez wiele lat występował w sezonach ekstralidze białoruskiej, w tym w barwach macierzystego zespołu. W połowie 2012 został zawodnikiem Dynama Mińsk występującego w rosyjskich rozgrywkach KHL. W tym zespole występował systematycznie w edycji KHL (2012/2013) oraz sporadycznie w dwóch kolejnych sezonach tej ligi. Od 2015 przez dwa lata grał w Junosti Mińsk. W czerwcu 2017 przeszedł do francuskiej drużyny LHC Les Lions w Ligue Magnus. Rok później, w czerwcu 2018 został graczem słowackiej ekipy HKm Zvolen, skąd został zwolniony w listopadzie 2018. Pod koniec stycznia 2019 został zaangażowany przez polski klub Comarch Cracovia. W sezonie 2019/2020 nie grał, a w czerwcu 2020 został zawodnikiem francuskiego klubu Diables Rouges de Briançon. Odszedł stamtąd w maju 2021. W sierpniu 2021 ogłoszono zakończenie przez niego kariery zawodniczej.
Występował w kadrach juniorskich kraju na mistrzostwach świata do lat 18 edycji 2003, 2004, do lat 20 edycji 2006. W kadrze seniorskiej uczestniczył w turniejach mistrzostw świata w 2012, 2013.

## Sukcesy
Reprezentacyjne
- Awans do Elity MŚ do lat 20: 2006

Klubowe
- Złoty medal mistrzostw Białorusi: 2015 z Szachciorem Soligorsk, 2016 z Junostią Mińsk
- Srebrny medal mistrzostw Białorusi 2017 z Junostią Mińsk
- Srebrny medal mistrzostw Polski: 2019 z Cracovią

Indywidualne
- Mistrzostwa Świata w Hokeju na Lodzie 2012/Elita:
  - Jeden z trzech najlepszych zawodników reprezentacji w turnieju